# Zvi Hecker
Pour les articles homonymes, voir Hecker.
Zvi Hecker, né Tadeusz Hecker à Cracovie le 31 mai 1931 et mort à Berlin le 24 septembre 2023, est un architecte israélien. 

## Biographie
Zvi Hecker émigre en Israël en 1950 après avoir vécu à Samarcande. Il étudie  l'architecture au Technion de Haïfa, dont il est diplômé en 1955. De 1955 à 1957, il suit des cours de peinture à l'Académie des beaux-arts Avni de Tel Aviv.

### Partenariat avec Sharon et Neumann
Après son service militaire, un partenariat est noué avec les architectes Eldar Sharon (jusqu'en 1964) et Alfred Neumann (jusqu'en 1966), au cours duquel sont conçus le village de vacances du Club Méditerranée à Achziv (1960-1961), l'hôtel de ville de Bat Yam (1963-1969) et une école militaire (1963-1967) dans le désert du Néguev,. 
Leurs travaux sont souvent inspirés du Mouvement métaboliste japonais, empruntant des formes métaphoriques à la nature pour une utilisation dans la planification des structures morphologiques. Leur architecture modulable, telle celle appliquée aux logements Dubliner à Ramat Gan, précède le principe de blocs modulaires imbriquables utilisé par Moshe Safdie pour son ensemble Habitat 67 à Montréal. Les conditions économiques en Israël durant leur collaboration permettent à ces trois architectes d'accomplir un bon nombre de travaux dans une période relativement brève, et de retenir l'attention de la communauté architecturale internationale.

### Travaux ultérieurs personnels

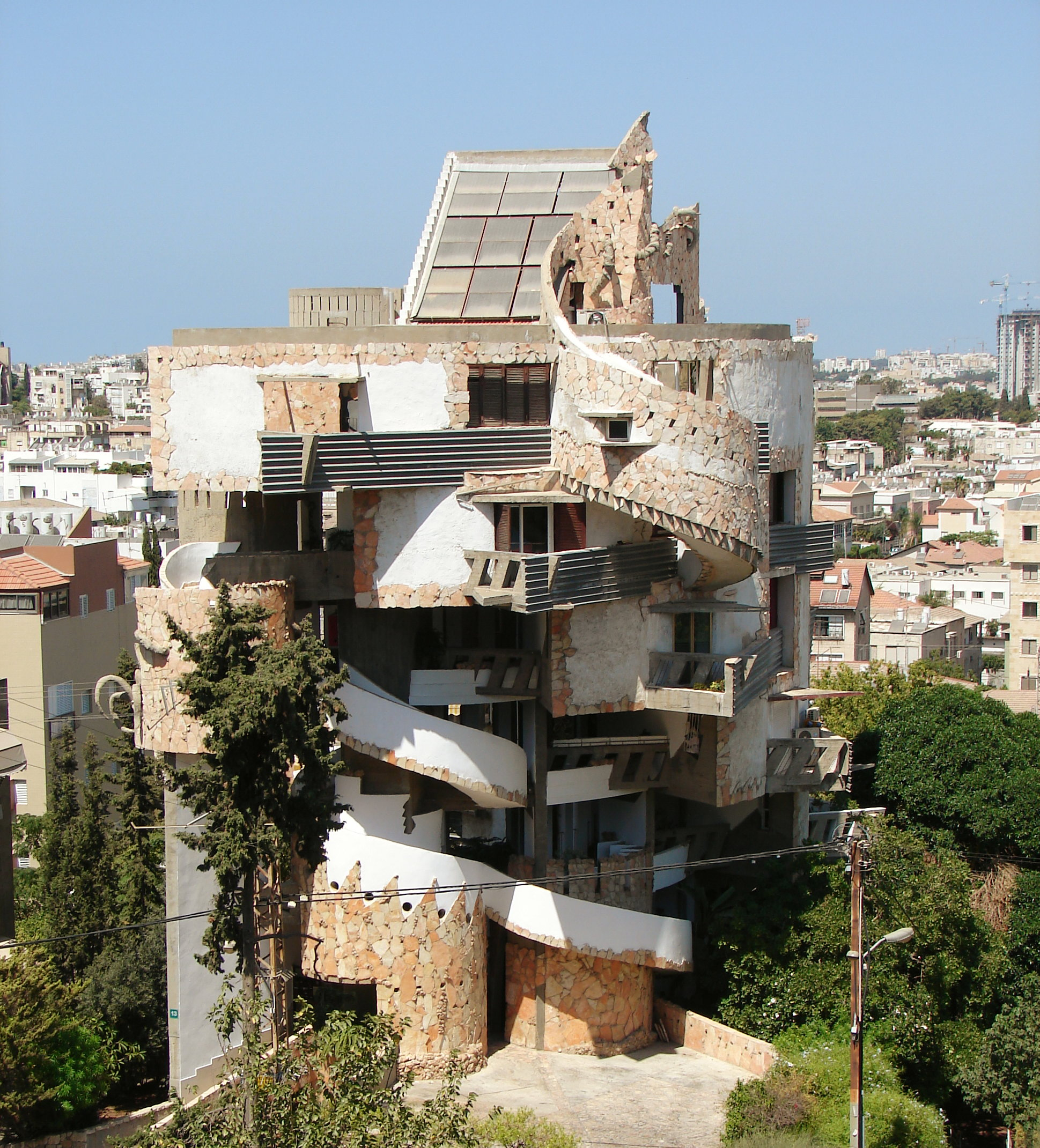
Immeuble Spiral à Ramat Gan.

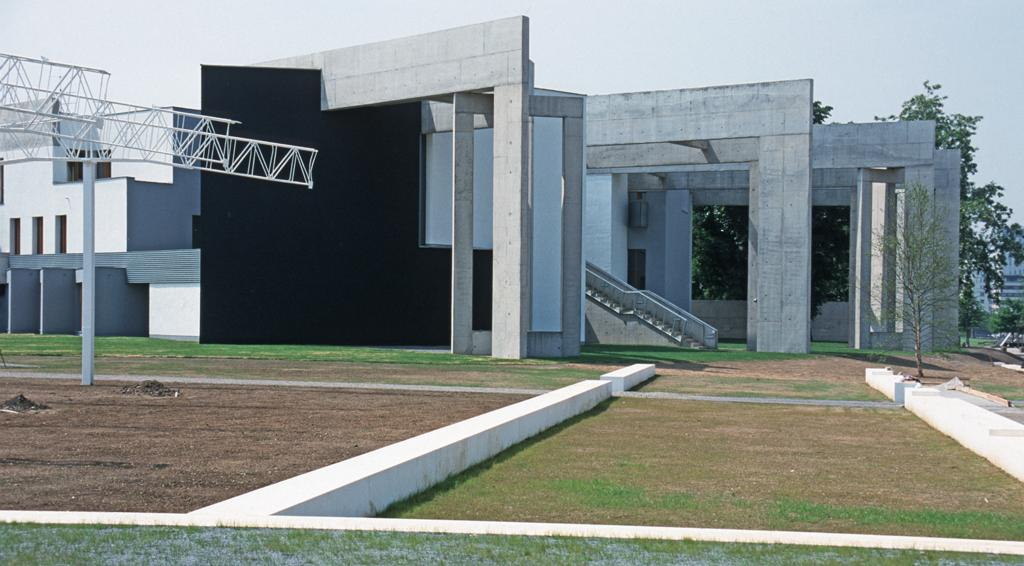
Le Jüdisches Gemeindezentrum à Duisbourg.

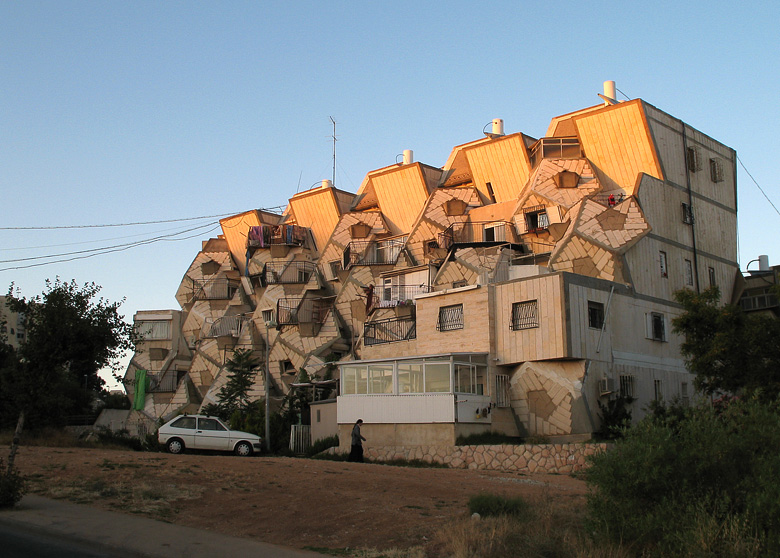
Immeuble Ramot à Ramot.

Ses réalisations personnelles, comme l'immeuble d'appartements Spiral à Ramat Gan ou la Heinz Galiski Schule à Berlin dénote la recherche d'un haut degré de complexité géométrique.  
Zvi Hecker réside le plus souvent à Berlin et il est impliqué dans la conception de projets liés à la communauté juive d'Allemagne. Parmi ses dernières réalisations: le mémorial Lindenstraße Synagogue à Berlin (1996), le Jüdisches Gemeindezentrum à Duisbourg (1999), et, avec Rafi Segal, le Musée du Palmach à Tel-Aviv (1998-2000). Une autre de ses agences est située à Amsterdam.

## Source
- (en) Cet article est partiellement ou en totalité issu de l’article de Wikipédia en anglais intitulé « Zvi Hecker » (voir la liste des auteurs).